# クウェートサッカー協会
クウェートサッカー協会（クウェートサッカーきょうかい、アラビア語: الإتحاد الكويتي لكرة القدم, 英: Kuwait Football Association）は、クウェートにおけるサッカー協会である。略称はKFA。

## 概要
1952年に設立された。アジアサッカー連盟には1962年に、国際サッカー連盟には1964年に加入。また、西アジアサッカー連盟には2010年より加盟している。
2007年より協会への政治的な介入があったとしてFIFAから活動停止処分を示唆されていたが、アジアカップ2011予選に参加している途中でFIFAと協議し、活動停止処分を回避することに成功した。
2015年10月、政府の干渉があったとしてFIFAより資格停止処分を受けた。この結果、2015年11月以降の2018年FIFAワールドカップ・アジア2次予選のクウェートが出場する試合はすべて中止となった。その後2016年8月、財政上の不正があったとしてクウェートオリンピック委員会とともに政府より解散処分が取られた。

## 運営・組織
- サッカークウェート代表
- サッカークウェート女子代表
- クウェート・プレミアリーグ